# Canto rodado

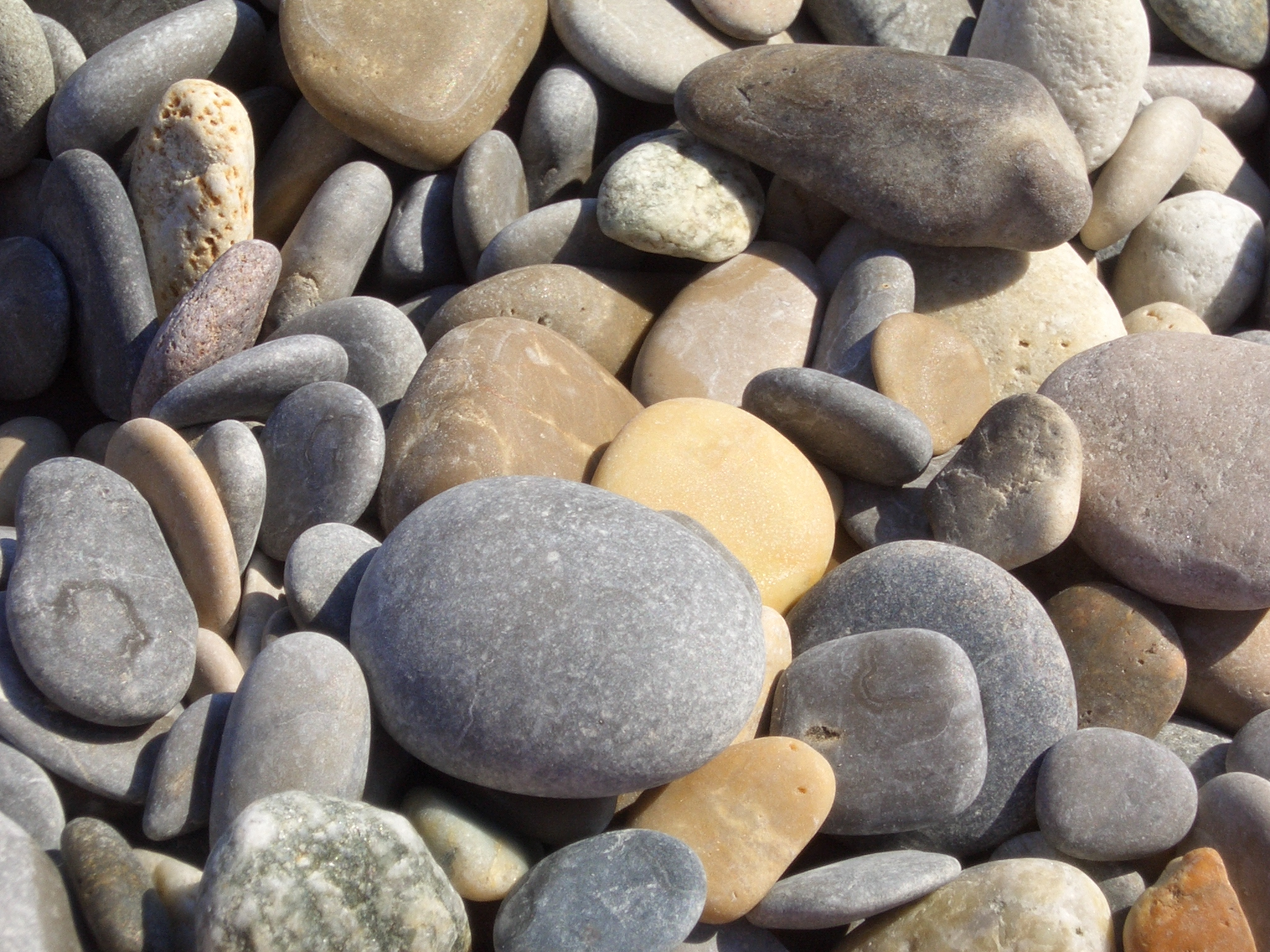
Cantos rodados.

Los cantos rodados, cantos pelados o piedras rodadas  son fragmentos de roca pulidos y sueltos, susceptibles de ser transportados por medios naturales, como las corrientes de agua, los corrimientos de tierra, etcétera. Aunque no se hace distinción de forma, en general, un canto rodado adquiere una morfología más o menos redondeada, subredondeada u oblonga, sin aristas y con la superficie lisa, debido al desgaste sufrido por los procesos erosivos durante el transporte, generalmente causados por la corrosión o las corrientes de agua (erosión hídrica). Un canto es un trozo de piedra; un guijarro, peladilla, callao, o codón, es un canto rodado pequeño; un morro es un guijarro pequeño; una china, guija, aguija, o chino, es una piedra pequeña; y un chinarro es una piedra algo mayor que una china.

## Usos

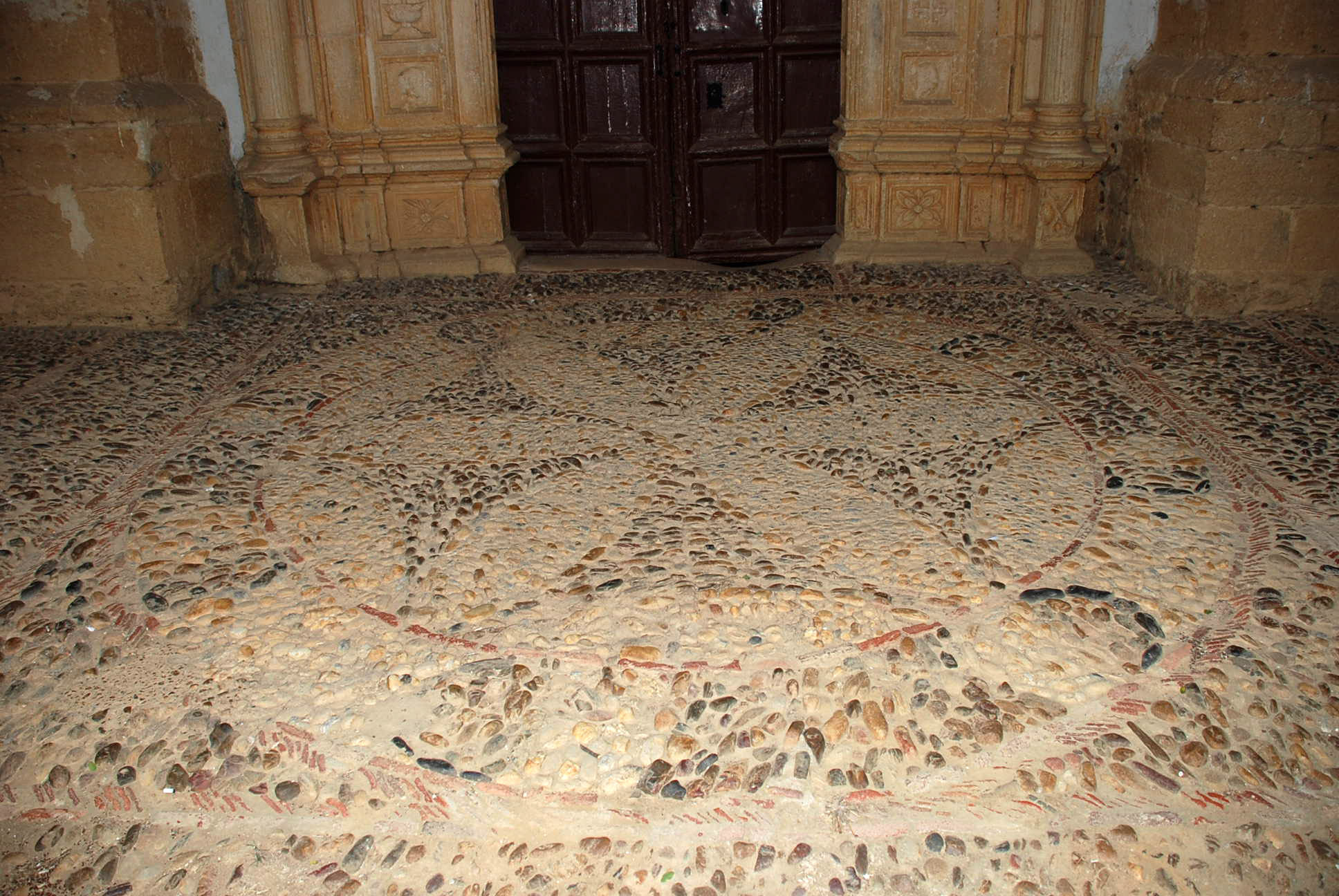
Suelo de guijarros en la Iglesia de Santiago en Bárcena de Campos (Palencia, Castilla y León).

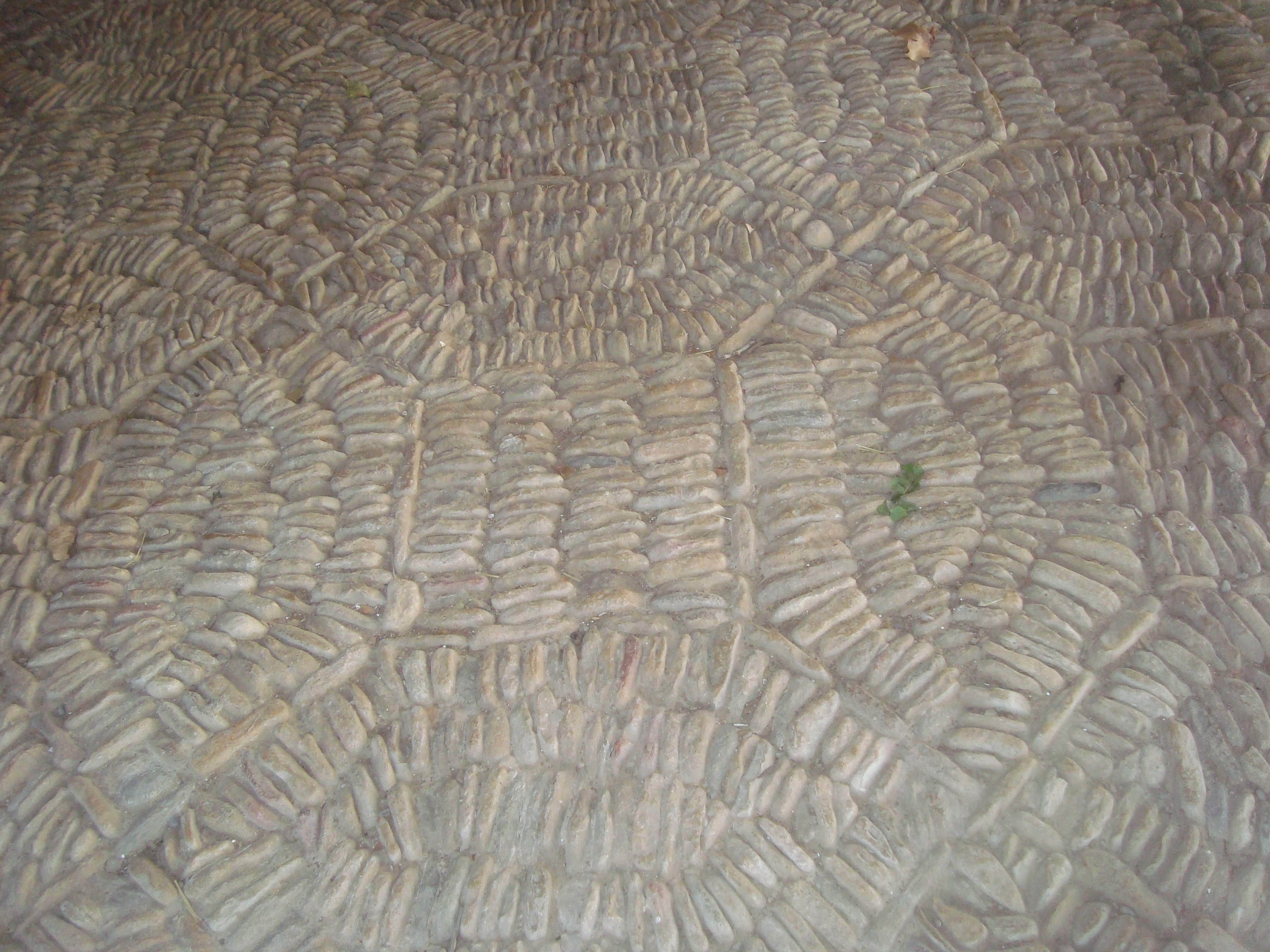
Pavimento empedrado con cantos rodados, hospedería del ermitorio de Sant Pau (Albocàsser).

Se utilizan generalmente en la construcción para hacer revoques y pavimentos  (técnica del cosmatesco, empedrado granadino, etc). Sus cantos planos son de gran utilidad para el apilamiento de material y su adherencia al hormigón o cemento los hacen muy útiles.
Los guijarros fueron usados como arma arrojadiza preferida por parte de los honderos.
Los guijarros también forman parte desde la antigüedad de la actividad lúdica infantil.  "Hacer sopas u ondas" es uno de los juegos más populares, que consiste en lanzar y hacer deslizar por una superficie líquida guijarros planos. La tensión superficial del agua impide que se hundan durante unos segundos.
Esta técnica de rebote en el agua fue utilizada por bombarderos aliados para arrojar bombas en algunos ríos y presas del enemigo durante la II Guerra Mundial.
Los guijarros chicos, llamados morros, estos un poco más grandes, se usaron en la antigüedad con profusión –técnica del cosmatesco– para realizar solados artísticos; dibujos circulares, sogueados y otros efectos artísticos geométricos. Pueden hallarse en muchas de las iglesias rurales del norte de España. Igualmente en el sur de España fue empleado por los musulmanes de Granada y se conoce con el nombre de empedrado Granadino. Normalmente se hace con guijarros blancos en contraste con otros oscuros.

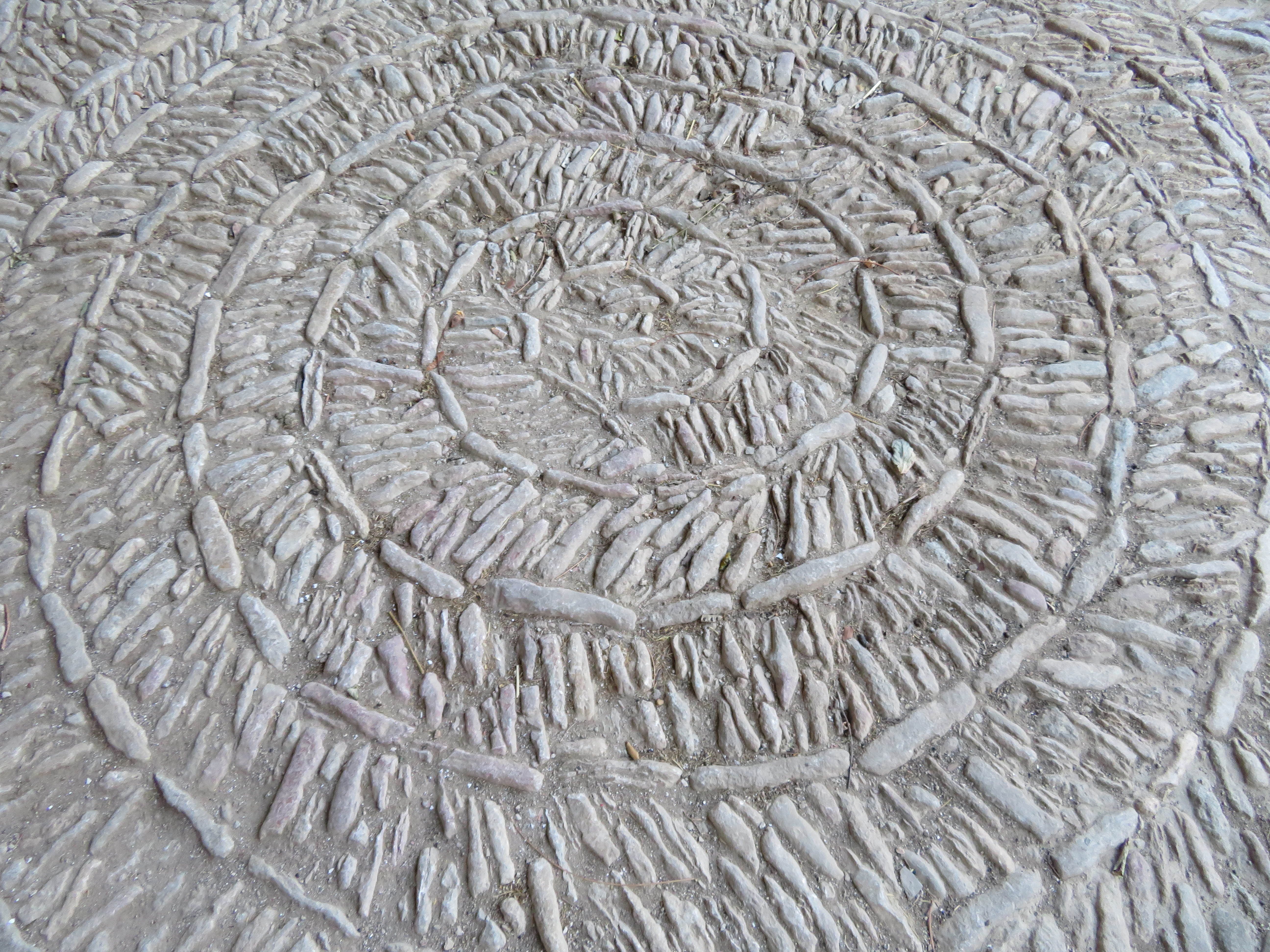
Suelo empedrado con cantos rodados, ermitorio de la Virgen de la Fuente (Castellfort).

## Granulometría

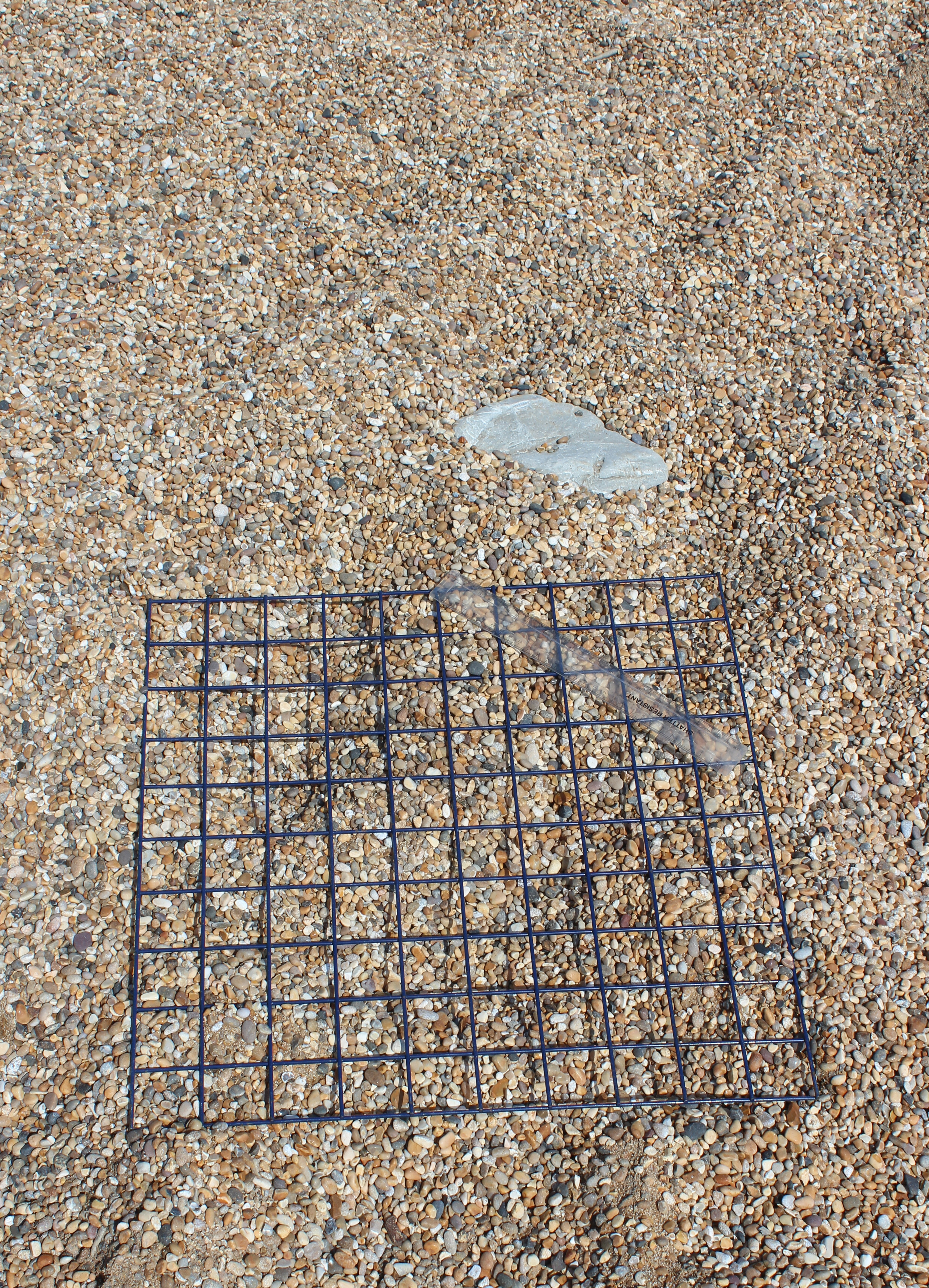
Medición del tamaño del guijarro en la Chesil Beach Inglaterra.

Dentro de la clasificación granulométrica de las partículas del suelo, los cantos rodados ocupan el siguiente lugar en el escalafón:
| Partícula      | Tamaño           |
| -------------- | ---------------- |
| Arcillas       | < 0,0039 mm      |
| Limos          | 0,0039-0,0625 mm |
| Arenas         | 0,0625-2 mm      |
| Gravas         | 2-64 mm          |
| Cantos rodados | 64-256 mm        |
| Bloques        | >256 mm          |